# 171381 Taipei
171381 Taipei este un asteroid din centura principală de asteroizi.

## Descriere
171381 Taipei este un asteroid din centura principală de asteroizi. A fost descoperit pe 22 iulie 2006 la Observatorul Lulin de Hong Qin Lin și Ye Quan-Zhi. Asteroidul prezintă o orbită caracterizată de o semiaxă mare de 2,99 ua, o excentricitate de 0,09 și o înclinație de 11,0° în raport cu ecliptica.